# 史密夫律师事务所
史密夫律師事務所（英文名稱：Herbert Smith LLP），是一家以倫敦為總部的國際律師事務所，1882年在英國倫敦成立。史密夫律師事務所在全球設有13個辦事處，共有合伙人約240名、律師1千3百多人。史密夫律師事務所為英國頂尖Silver Circle成員之一，根據2007年統計數據，該所以收入計為全球百大律師事務所之一。（參見律师事务所列表）。
史密夫律師事務所於2012年10月1日，與以悉尼為總部的斐爾律師事務所 (Freehills) 合併，合併後的史密夫斐爾律師事務所為全球第8大、亞太地區最大的律師事務所，在全球設有22個辦事處，共有合伙人約460名、律師2千8百多人。

## 辦事處
史密夫律師事務所於多個國家或城市設立辦事處，包括比利時、上海、法國、德國、日本、盧森堡、中東、荷蘭、俄國、新加坡、西班牙、泰國、阿拉伯聯合酋長國等。其中香港辦事處位於中環置地廣場告羅士打大廈。

## 外部連結
- 史密夫律師事務所官方網址